# Davide Menini
Davide Menini (Genova, 1843 – Adua, 1º marzo 1896) è stato un militare italiano.

## Biografia
Già reduce dalla battaglia di Custoza del 1866, Davide Menini entrò nel corpo degli alpini sin dalla sua costituzione, divenendo famoso nel gruppo per essersi imbarcaro il 29 dicembre 1895 a bordo della nave "Gottardo" che portò gli alpini del I Battaglione Alpini d'Africa (parte del Corpo Speciale d'Africa) in terra africana.
Già maggiore Menini si trova a reggere le sorti di quattro compagnie:
- 1ª compagnia, capitanata da Giovanni Trossarelli, con uomini del 1º Reggimento alpini
- 2ª compagnia, capitanata da Ernesto Mestrallet, con uomini del 2º Reggimento alpini
- 3ª compagnia capitanata dal capitano Lorenzo Blanchin, con truppe del 4º Reggimento alpini
- 4ª compagnia, capitanata dal capitano Pietro Cella, con truppe del 5º, 6º e 7º Reggimento alpini

per un totale di 20 ufficiali e 954 tra sottufficiali, graduati e soldati di truppa. Le truppe si insediarono poco dopo per ordine dello stesso Menini presso il forte di Adigrat, a 2473 metri di
altitudine.
Le truppe di Menini vennero coinvolte poco dopo nella battaglia di Adua che rappresentò la fase più sanguinosa dei vari episodi bellici coloniali di quegli anni. Essa venne combattuta il 1º marzo 1896 presso l'Amba Rajo contro le truppe abissine. Durante le operazioni Menini venne promosso tenente colonnello ma morì il giorno stesso della battaglia divenendo celebre per aver rifiutato il soccorso per permettere ai suoi uomini di avanzare spronandoli al grido "Avanti, miei alpini!".
Notevole scalatore, scoprì il Canale Menini, una via d'accesso al monte Antelao sulle Dolomiti il 7 agosto 1886.

## Opere
- Operazioni militari alla frontiera Nord-Ovest. Memorie di escursioni alpine del 1890., Verona, 1891